# 4979 Otawara
A 4979 Otawara (ideiglenes jelöléssel 1949 PQ) a Naprendszer kisbolygóövében található aszteroida. Karl Wilhelm Reinmuth fedezte fel 1949. augusztus 2-án.